# Fissidens splachnifolius
Fissidens splachnifolius är en bladmossart som beskrevs av Hornschuch 1841. Fissidens splachnifolius ingår i släktet fickmossor, och familjen Fissidentaceae. Inga underarter finns listade i Catalogue of Life.